# Lista de arranha-céus mais altos dos Estados Unidos

Maiores construções nos Estados Unidos

A maioria dos arranha-céus mais altos do mundo estão nos Estados Unidos. Onze edifícios estadunidenses foram em algum momento da história, titulados como o edifício mais alto do mundo, sendo que entre 1890 e 1998, os edifícios que possuíram este título estavam todos localizados no país.
O Home Insurance Building, inaugurado em 1885 em Chicago, com 10 andares, é considerado o primeiro arranha-céu do mundo, tendo sido construída com uma técnica inédita, utilizando um esqueleto de aço. Chicago e Nova Iorque são considerados os centros da construção de arranha-céus nos Estados Unidos. Presentemente, dos 25 edifícios mais altos nos Estados Unidos, oito estão em Chicago e sete estão em Nova Iorque.
O One World Trade Center, em Nova York, é atualmente o edifício mais alto do país, com 541 metros de altura. Ele substituiu o lugar da Willis Tower (antiga Sears Tower), em Chicago, com 445 metros de altura. A edificação foi construída no local do World Trade Center, sofrendo diversos danos irreparáveis após os ataques de 11 de setembro de 2001. Antes do atentados, as torres gêmeas do World Trade Center eram o segundo e o terceiro prédios  mais altos do mundo. A torre norte possuía 417 metros de altura, enquanto que a torre sul possuía 415 metros de altura. As torres gêmeas são as únicas torres que qualificaram-se para a lista que não existem mais.

## Edifícios mais altos
| Posição | Nome                                | Ficheiro | Cidade                                           | Altura ft (m) | Andares | Ano  | Notas |
| ------- | ----------------------------------- | -------- | ------------------------------------------------ | ------------- | ------- | ---- | --- |
| 1       | One World Trade Center              |          | New York City 40° 42′ 46,45″ N, 74° 00′ 47,53″ O | 1,776 (541)   | 104     | 2014 | Inaugurado em 3 de novembro de 2014, se tornou o maior edifício do Hemisfério Ocidental e dos Estados Unidos. O One World Trade Center é o 6º maior do mundo |
| 2       | Willis Tower[A]                     |          | Chicago 41° 52′ 43,82″ N, 87° 38′ 09,73″ O       | 1 451 (442)   | 110     | 1974 | Nono edifício mais alto do mundo; é o edifício mais alto da cidade e dos Estados Unidos desde 1974, e o edifício mais alto do mundo entre 1974 e 1998; anteriormente conhecida como Sears Tower. |
| 3       | 432 Park Avenue                     |          | Nova York 40° 45′ 40,32″ N, 73° 58′ 17,4″ O      | 1 396 (426)   | 88      | 2014 | Chegou na altura máxima em outubro de 2014. 432 Park Avenue é o 20º mais alt do mundo e o maior prédio residencial da Terra. |
| 4       | Trump International Hotel and Tower |          | Chicago 41° 53′ 19,84″ N, 87° 37′ 35,18″ O       | 1 362 (415)   | 91      | 2009 | 11º edifício mais alto do mundo; o edifício mais alto construído nos EUA na década de 2000. |
| 5       | Empire State Building[A]            |          | Nova Iorque 40° 44′ 54,47″ N, 73° 59′ 08,5″ O    | 1 250 (381)   | 102     | 1931 | 17º edifício mais alto do mundo; foi o edifício mais alto do mundo entre 1931 e 1972; Permaneceu como o edificio mais alto de Nova York por 41 anos, até a construção da Torre Norte do World Trade Center, em 1972; Com os atentados de 11 de setembro de 2001, que destruíram o World Trade Center, o Empire State voltou a ser o mais alto de Nova York, até a construção do One World Trade Center em 2014. Foi o edifício mais alto construído nos EUA e no mundo durante a década de 1930 |
| 6       | Bank of America Tower*              |          | Nova Iorque 40° 45′ 19,36″ N, 73° 59′ 03,92″ O   | 1 200 (366)   | 54      | 2009 | É o 22º edifício mais alto do mundo, e o segundo mais alto de Nova York. |
| 7       | Aon Center                          |          | Chicago 41° 53′ 06,79″ N, 87° 37′ 17,41″ O       | 1 136 (346)   | 83      | 1973 | 28º edifício mais alto do mundo. |
| 8       | John Hancock Center                 |          | Chicago 41° 53′ 55,61″ N, 87° 37′ 22,93″ O       | 1,127 (344)   | 100     | 1969 | 30º edifício mais alto do mundo; primeiro edifício de treliça do mundo; contém as residências mais altas do mundo; foi o edifício mais alto construído nos Estados Unidos na década de 1960. Quando inaugurado, em 1969, era o segundo edifício mais alto do mundo, atrás somente do Empire State, em Nova York. |
| 9       | Chrysler Building[A]                |          | Nova Iorque 40° 45′ 05,44″ N, 73° 58′ 31,84″ O   | 1 046 (319)   | 77      | 1930 | 33º edifício mais alto do mundo; foi a estrutura mais alta do mundo entre 1930 e 1931, superando a Torre Eiffel; é o edifício de tijolos mais alto do mundo. |
| 10      | New York Times Building             |          | Nova Iorque 40° 45′ 21,77″ N, 73° 59′ 24,21″ O   | 1,046 (319)   | 52      | 2007 | 33º edifício mais alto do mundo. |
| 11      | Bank of America Plaza               |          | Atlanta 33° 46′ 14,9″ N, 84° 23′ 10,75″ O        | 1,023 (312)   | 55      | 1992 | 37º edifício mais alto do mundo; é o mais alto em Alanta e no Sul dos Estados Unidos e o mais alto dos Estados Unidos localizado em uma capital de estado; foi o edifício mais alto construído nos Estados Unidos na década de 1990. |
| 12      | U.S. Bank Tower                     |          | Los Angeles 34° 03′ 03,85″ N, 118° 15′ 16,03″ O  | 1 018 (310)   | 73      | 1989 | 38º edifício mais alto do mundo; é o edifício mais alto em Los Angeles e o mais alto nos Estados Unidos a oeste do Rio Mississippi; foi o edifício mais alto construído nos Estados Unidos durante a década de 1980. |
| 13      | Franklin Center                     |          | Chicago 41° 52′ 49,19″ N, 87° 38′ 05,23″ O       | 1 007 (307)   | 60      | 1989 | 42º edifício mais alto do mundo. |
| 14      | One57                               |          | New York City 40° 45′ 54,73″ N, 73° 58′ 45″ O    | 1,005 (306)   | 75      | 2014 | Maior arranha-céu residencial de Nova York |
| 15      | JPMorgan Chase Tower                |          | Houston 29° 45′ 34,5″ N, 95° 21′ 48,44″ O        | 1 002 (305)   | 75      | 1982 | 44º edifício mais alto do mundo; é o edifício mais alto em Houston e o edifício de cinco lados mais alto do mundo. |
| 16      | Two Prudential Plaza                |          | Chicago 41° 53′ 07,43″ N, 87° 37′ 21,77″ O       | 995 (303)     | 64      | 1990 | 47º edifício mais alto do mundo. |
| 17      | Wells Fargo Plaza                   |          | Houston 29° 45′ 30,17″ N, 95° 22′ 05,81″ O       | 992 (302)     | 71      | 1983 | 48º edifício mais alto do mundo. |
| 18      | Four World Trade Center             |          | New York City 40° 42′ 37,36″ N, 74° 00′ 42,88″ O | 977 (298)     | 72      | 2013 | Também conhecido como 150 Greenwich Street |
| 19      | Comcast Center                      |          | Filadélfia 39° 57′ 17,21″ N, 75° 10′ 06,73″ O    | 975 (297)     | 57      | 2007 | 54º edifício mais alto do mundo; é o edifício mais alto em Filadélfia, e o mais alto nos Estados Unidos entre Nova Iorque e Chicago. |
| 20      | Columbia Center                     |          | Seattle 47° 36′ 16,93″ N, 122° 19′ 50,21″ O      | 967 (294)     | 76      | 1985 | 63º edifício mais alto do mundo; é o edifício mais alto de Seattle. |
| 21      | 311 South Wacker Drive              |          | Chicago 41° 52′ 38,78″ N, 87° 38′ 08,08″ O       | 961 (293)     | 65      | 1990 | 57º edifício mais alto do mundo. |
| 22      | American International Building     |          | Nova Iorque 40° 42′ 22,9″ N, 74° 00′ 26,67″ O    | 952 (290)     | 66      | 1932 | 59º edifício mais alto do mundo. |
| 23      | Key Tower                           |          | Cleveland 41° 30′ 03,21″ N, 81° 41′ 37,14″ O     | 947 (289)     | 57      | 1991 | 60º edifício mais alto do mundo; é o edifício mais alto em Cleveland. |
| 24      | One Liberty Place                   |          | Filadélfia 39° 57′ 09,25″ N, 75° 10′ 05,21″ O    | 945 (288)     | 61      | 1987 | 61º edifício mais alto do mundo. |
| 25      | 30 Park Place*                      |          | New York City 40° 42′ 47,4″ N, 74° 00′ 33,52″ O  | 937 (286)     | 82      | 2016 | Topped out on March 31, 2015. |
| 26      | The Trump Building[A]               |          | Nova Iorque 40° 42′ 25,05″ N, 74° 00′ 34,73″ O   | 927 (283)     | 70      | 1930 | 68º edifício mais alto do mundo; foi o edifício mais alto do mundo em dois meses em 1930, até a finalização do Chrysler Building; também conhecido como 40 Wall Street. |
| 27      | Bank of America Plaza               |          | Dallas 32° 46′ 48″ N, 96° 48′ 14,47″ O           | 921 (281)     | 72      | 1985 | 69º edifício mais alto do mundo; é o edifício mais alto em Dallas. |
| 28      | Citigroup Center                    |          | Nova Iorque 40° 45′ 29,98″ N, 73° 58′ 11,99″ O   | 915 (279)     | 59      | 1977 | 73º edifício mais alto do mundo. |
| 29      | Williams Tower                      |          | Houston 29° 44′ 13,69″ N, 95° 27′ 40,6″ O        | 901 (275)     | 64      | 1983 | 78º edifício mais alto do mundo; e o edifício mais alto do mundo fora do principal distrito financeiro de uma cidade. |
| 30      | 10 Hudson Yards*                    |          | New York City 40° 45′ 09″ N, 74° 00′ 03,78″ O    | 895 (273)     | 52      | 2016 | Topped out in October 2015. |
| 31      | Renaissance Tower                   |          | Dallas 32° 46′ 52,12″ N, 96° 48′ 06,68″ O        | 886 (270)     | 56      | 1974 | 81º edifício mais alto do mundo; sua altura original era de 216 metros (710 pés), sendo que chapitéis foram adicionados em 1987, aumentando a altura do edifício para 270 metros. |
| 32      | Bank of America Corporate Center    |          | Charlotte 35° 13′ 37,89″ N, 80° 50′ 32,24″ O     | 871 (265)     | 60      | 1992 | 90thº edifício mais alto do mundo; é o edifício mais alto em Charlotte. |
| 33      | 8 Spruce Street                     |          | New York City 40° 42′ 39″ N, 74° 00′ 20″ O       | 870 (265)     | 76      | 2011 | Also known as Beekman Tower and New York by Gehry. |
| 34      | 900 North Michigan                  |          | Chicago 41° 53′ 58,65″ N, 87° 37′ 29,46″ O       | 871 (265)     | 66      | 1989 | 90º edifício mais alto do mundo. |
| 35      | SunTrust Plaza                      |          | Atlanta 33° 45′ 45,53″ N, 84° 23′ 11,48″ O       | 871 (265)     | 60      | 1992 | 90º edifício mais alto do mundo. |
| 36      | Trump World Tower                   |          | Nova Iorque 40° 45′ 08,98″ N, 73° 58′ 04,48″ O   | 861 (262)     | 72      | 2001 | 99º edifício mais alto do mundo; foi o edifício residencial mais alto do mundo entre 2000 e 2002. |
| 38=     | Aqua*                               |          | Chicago 41° 53′ 11,01″ N, 87° 37′ 12,12″ O       | 852 (262)     | 82      | 2009 | |
| 37=     | Water Tower Place                   |          | Chicago 41° 53′ 52,62″ N, 87° 37′ 22,86″ O       | 859 (262)     | 74      | 1976 | 101º edifício mais alto do mundo. |
| 37=     | Aon Center                          |          | Los Angeles 34° 02′ 57,22″ N, 118° 15′ 25,07″ O  | 858 (262)     | 62      | 1974 | 104º edifício mais alto do mundo; foi o edifício mais alto ao oeste do rio Mississippi. |
| 40      | Transamerica Pyramid                |          | San Francisco 37° 47′ 42,4″ N, 122° 24′ 10,01″ O | 853 (260)     | 48      | 1972 | 109º edifício mais alto do mundo; o edifício mais alto em San Francisco; foi o mais alto nos Estados Unidos a oeste do Rio Mississippi entre 1972 e 1974. |
| 42=     | Chase Tower                         |          | Chicago 41° 52′ 53,59″ N, 87° 37′ 48,58″ O       | 850 (259)     | 60      | 1969 | 116º edifício mais alto do mundo. |
| 43=     | GE Building                         |          | Nova Iorque 40° 45′ 32,11″ N, 73° 58′ 45,65″ O   | 850 (259)     | 69      | 1933 | 116thº edifício mais alto do mundo. |
| 44      | Two Liberty Place                   |          | Filadélfia 39° 57′ 06,07″ N, 75° 10′ 02,76″ O    | 848 (258)     | 58      | 1990 | 120º edifício mais alto do mundo. |
| 45      | Park Tower                          |          | Chicago 41° 53′ 49,19″ N, 87° 37′ 30,56″ O       | 844 (257)     | 67      | 2000 | 123º edifício mais alto do mundo. |
| 46      | U.S. Steel Tower                    |          | Pittsburgh 40° 26′ 28,6″ N, 79° 59′ 40,79″ O     | 841 (256)     | 64      | 1970 | 125º edifício mais alto do mundo; tallest building in Pittsburgh |
| 47      | Chase Tower                         |          | Indianápolis 39° 46′ 10,59″ N, 86° 09′ 25,65″ O  | 830 (253)     | 49      | 1990 | 133º edifício mais alto do mundo; edifício mais alto em Indianópolis. |
| 48      | One Atlantic Center                 |          | Atlanta 33° 47′ 13,13″ N, 84° 23′ 14,63″ O       | 820 (250)     | 50      | 1987 | 141º edifício mais alto do mundo. também conhecido como the IBM Tower. |
| 50      | The Legacy at Millennium Park*      |          | Chicago 41° 52′ 52,9″ N, 87° 37′ 32,51″ O        | 819 (250)     | 73      | 2009 | Em construção; esqueleto completo; 148º edifício mais alto do mundo. |
| 51      | CitySpire Center                    | —        | Nova Iorque 40° 45′ 50,97″ N, 73° 58′ 47,11″ O   | 814 (248)     | 75      | 1987 | 155º edifício mais alto do mundo. |
| 52      | One Chase Manhattan Plaza           |          | Nova Iorque 40° 42′ 28,36″ N, 74° 00′ 31,81″ O   | 813 (248)     | 60      | 1960 | 157º edifício mais alto do mundo. |
| 53      | Condé Nast Building                 |          | Nova Iorque 40° 45′ 21,37″ N, 73° 59′ 08,9″ O    | 809 (247)     | 48      | 1999 | 161stº edifício mais alto do mundo; também conhecido como 4 Times Square |
| 54      | MetLife Building                    |          | Nova Iorque 40° 45′ 12,45″ N, 73° 58′ 35,49″ O   | 808 (246)     | 59      | 1963 | 162º edifício mais alto do mundo; anteriormente chamada de PanAm Building. |
| 55      | Bloomberg Tower                     |          | Nova Iorque 40° 45′ 42,06″ N, 73° 58′ 05,1″ O    | 806 (246)     | 54      | 2005 | 163º edifício mais alto do mundo. |

## Mais altos demolidos
Esta tabela lista os edifícios americanos com mais de 122 metros (400 pés) de altura que foram demolidos ou destruídos, ou serão demolidos.
| Nome                                 | Ficheiro | Cidade      | Altura pés (m) | Andares | Ano inaugurado | Ano destruído | Notas |
| ------------------------------------ | -------- | ----------- | -------------- | ------- | -------------- | ------------- | --- |
| One World Trade Center[A]            |          | Nova Iorque | 1 368 (417)    | 110     | 1972           | 2001          | Destruído nos ataques de 11 de setembro; foi o edifício mais alto do mundo entre 1972 e 1974.                                                                            |
| Two World Trade Center               |          | Nova Iorque | 1 362 (415)    | 110     | 1973           | 2001          | Destruído nos ataques de 11 de setembro. |
| Singer Building                      |          | Nova Iorque | 612 (187)      | 47      | 1908           | 1968          | Demolido para dar espaço para o One Liberty Plaza; foi o edifício mais alto do mundo entre 1908 e 1909; foi o edifício mais alto do mundo a ser legalmente deconstruído. |
| 7 World Trade Center                 |          | Nova Iorque | 570 (174)      | 47      | 1987           | 2001          | Destruído nos ataques de 11 de setembro. |
| Deutsche Bank Building               |          | Nova Iorque | 565 (172)      | 40      | 1974           | 2009          | Presentemente sendo deconstruído devido à danos recebidos nos ataques de 11 de setembro.                                                                                 |
| Morrison Hotel                       | —        | Chicago     | 526 (160)      | 45      | 1926           | 1965          | Deconstruído para dar espaço para o Chase Tower. |
| One Meridian Plaza                   | —        | Filadélfia  | 492 (150)      | 38      | 1972           | 1999          | Deconstruído devido a danos causados por um incêndio em 1991. |
| City Investing Building              | —        | Nova Iorque | 487 (148)      | 33      | 1908           | 1968          | Demolido com o Singer Building para dar espaço ao One Liberty Plaza. |
| J.L. Hudson Company Department Store | —        | Detroit     | 410 (125)      | 29      | 1911           | 1998          | Foi o edifício mais alto a ser legalmente implodido; foi a loja de departamentos mais alta do mundo quando inaugurado.                                                   |

## Mais altos ao longo da história
Esta tabela lista edifícios que já foram a um ponto o edifício mais alto nos Estados Unidos. Coordenadas não incuídas para edifícios que foram destruídos. Todos os edifícios americanos que obtiveram este título em sua inauguração, desde Philadelphia City Hall até Willis Tower, também foram a um ponto o mais alto do mundo.
| Nome                                         | Ficheiro | Location                                       | Anos como o mais alto | Altura ft (m) | Andares   | Referência |         |
| -------------------------------------------- | -------- | ---------------------------------------------- | --------------------- | ------------- | --------- | ---------- | ------- |
| Park Street Church                           | —        | Boston 42° 21′ 24,42″ N, 71° 03′ 43,18″ O      |                       | 1810–1846     | 217 (66)  | 1          | [ 119 ] |
| Trinity Church                               | —        | Nova Iorque 40° 42′ 28,58″ N, 74° 00′ 43,88″ O |                       | 1846–1869     | 279 (85)  | 1          |         |
| Saint Michael's Church                       | —        | Chicago 41° 54′ 44,79″ N, 87° 38′ 26,7″ O      |                       | 1869–1885     | 290 (88)  | 1          | [ 120 ] |
| Chicago Board of Trade Building[C]           | —        | Chicago                                        |                       | 1885–1890     | 322 (98)  | 10         | [ 121 ] |
| New York World Building[C]                   | —        | Nova Iorque                                    |                       | 1890–1895     | 348 (106) | 20[E]      | [ 122 ] |
| Manhattan Life Insurance Building[C]         | —        | Nova Iorque (demolished 1963 or 1964)          |                       | 1894–1895     | 348 (106) | 18         | [ 123 ] |
| Milwaukee City Hall                          |          | Milwaukee 43° 02′ 30,54″ N, 87° 54′ 34,88″ O   | 1895–1899             | 353 (108)     | 15        | [ 124 ]    |         |
| Park Row Building                            | —        | Nova Iorque 40° 42′ 40,48″ N, 74° 00′ 27,97″ O | 1899–1901             | 391 (119)     | 30        | [ 125 ]    |         |
| Philadelphia City Hall[A]                    | —        | Filadélfia 39° 57′ 08,85″ N, 75° 09′ 48,83″ O  | 1901–1908             | 548 (167)     | 7         | [ 126 ]    |         |
| Singer Building†[A][C]                       |          | Nova Iorque (demolido em 1968)                 | 1908–1909             | 612 (187)     | 47        | [ 107 ]    |         |
| Metropolitan Life Insurance Company Tower[A] |          | Nova Iorque 40° 44′ 28,54″ N, 73° 59′ 15,03″ O | 1909–1913             | 700 (213)     | 50        |            |         |
| Woolworth Building[A]                        |          | Nova Iorque 40° 42′ 44,29″ N, 74° 00′ 28,96″ O | 1913–1930             | 792 (241)     | 57        |            |         |
| Bank of Manhattan Trust Building[A][F]       |          | Nova Iorque 40° 42′ 25,05″ N, 74° 00′ 34,73″ O | 1930                  | 927 (283)     | 70        | [ 54 ]     |         |
| Chrysler Building[A]                         |          | Nova Iorque 40° 45′ 05,44″ N, 73° 58′ 31,84″ O | 1930–1931             | 1,046 (319)   | 77        | [ 21 ]     |         |
| Empire State Building[A]                     |          | Nova Iorque 40° 44′ 54,36″ N, 73° 59′ 08,36″ O | 1931–1972             | 1,250 (381)   | 102       | [ 13 ]     |         |
| World Trade Center[A][C]                     |          | Nova Iorque                                    | 1972–1974             | 1,368 (417)   | 110       | [ 103 ]    |         |
| Willis Tower[A][nota G]                      |          | Chicago 41° 52′ 43,82″ N, 87° 38′ 09,73″ O     | 1974–2013             | 1,451 (442)   | 110       | [ 6 ]      |         |
| One World Trade Center[A]                    |          | Nova Iorque                                    | 2013–Presente         | 1,792 (546)   | 104       | [ 127 ]    |         |